# Maxence (empereur romain)
Pour les articles homonymes, voir Maxence.

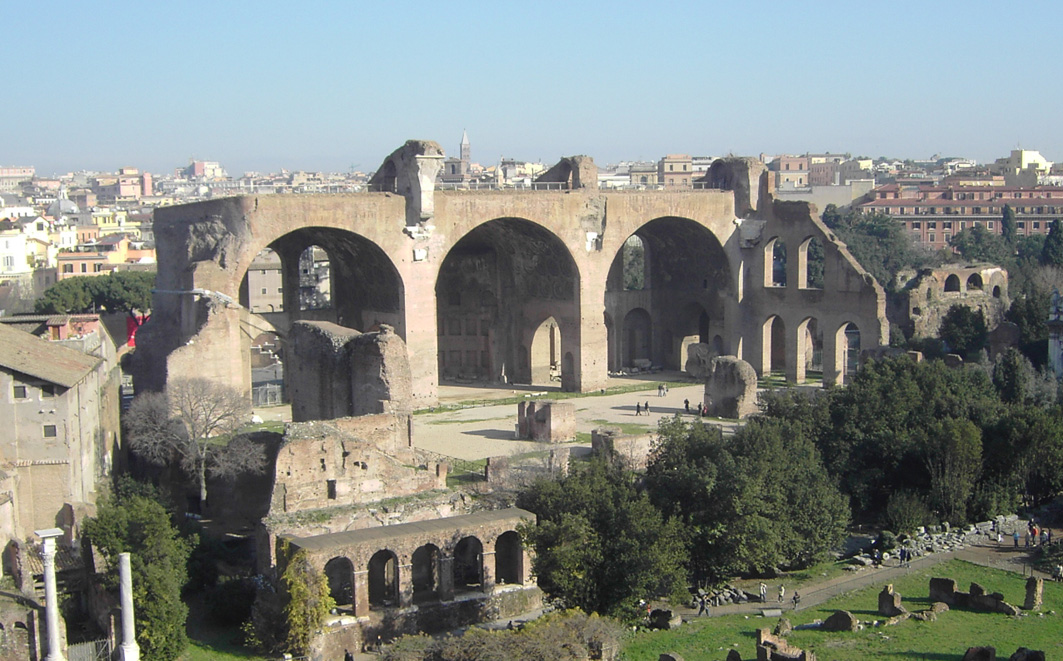
Basilique de Maxence à Rome.

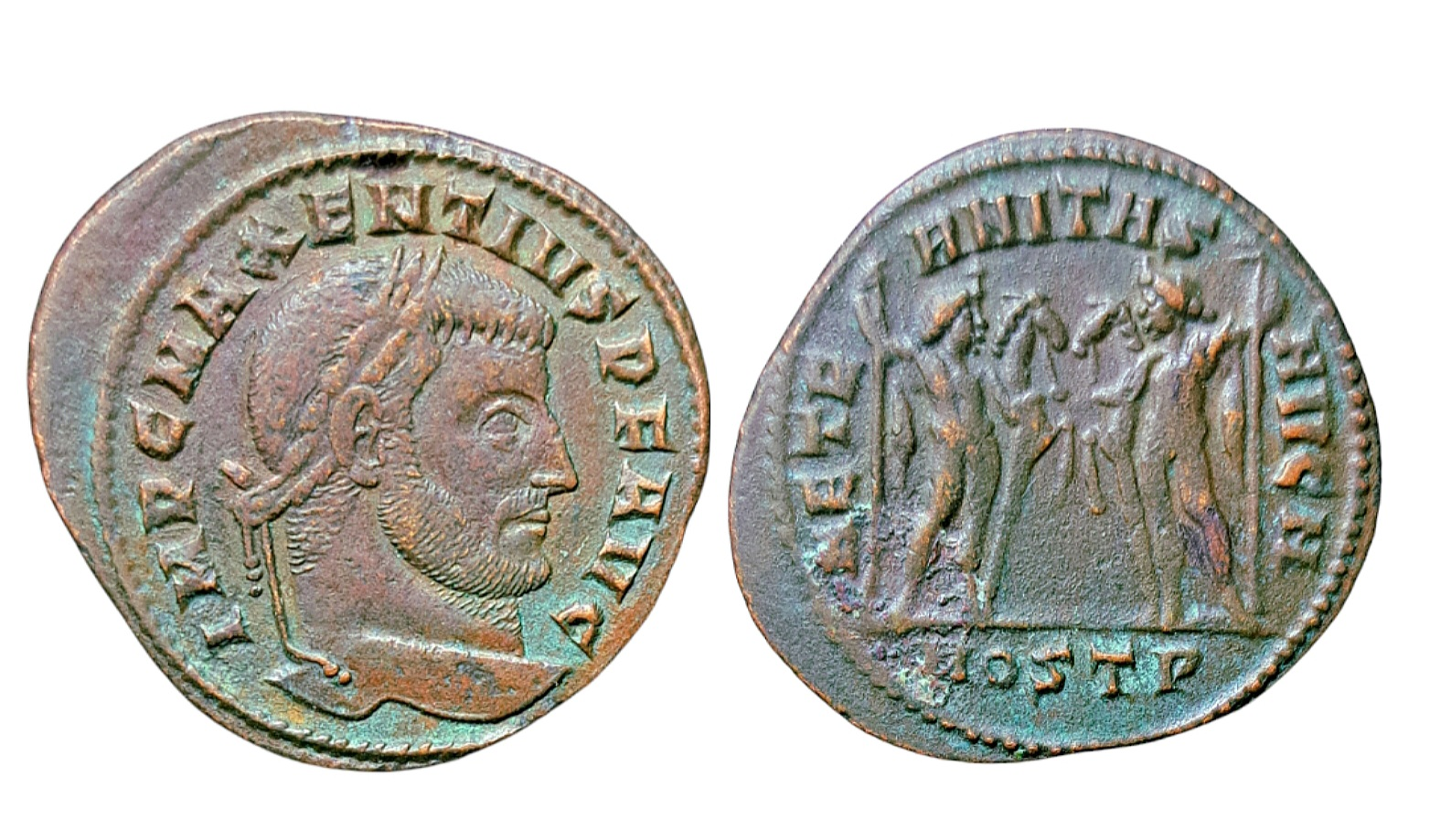
Monnaie de Maxence, frappée dans l'atelier d'Ostie :
À l'avers : portrait de l'empereur, IMP C MAXENTIUS P F AUG (Imperator Cæsar Maxentius Pius Felix Augustus)
Au revers : les dioscures et leurs chevaux, ÆTERNITAS AUG N (Æternitas Augusti Nostri, l'Éternité de notre empereur).

Maxence, Imperator Caesar Marcus Aurelius Valerius Maxentius Pius Felix Invictus Augustus en latin, est un empereur romain qui prend le pouvoir à Rome en 306. Il meurt le 28 octobre 312, lors de la bataille du pont Milvius, aux portes de la Ville d'où sa puissance avait rayonné pendant plusieurs années.

## Biographie

### Ses origines
Il est le fils de l'empereur Maximien Hercule et de sa femme Eutropia, et à ce titre il a eu dans sa jeunesse une position privilégiée, celle d'un fils d'empereur attendant l'élévation au pouvoir impérial. L'évolution du système tétrarchique, au sein duquel Dioclétien avait associé à l'autorité des Augustes (lui-même et Maximien Hercule) l'activité des Césars (Constance Chlore, père de Constantin Ier, et Galère), lui fait espérer, comme à Constantin, qu'il participerait à la relève que Dioclétien prépare pour l'année 305 : les deux Augustes se retirent, ils sont remplacés dans leurs fonctions par les Césars, et de nouveaux Césars sont alors désignés pour assurer une continuité de l'institution suprême. Il s'attend donc à exercer l'autorité impériale. Mais l'influence prise par Galère auprès de Dioclétien conduit à un autre dispositif politique et à l'éviction tant de Maxence que de Constantin.
Il se maria avec Valeria Maximilla, fille de Galère et de sa première femme, et eut deux fils : Valérius Romulus, décédé de son vivant, et Aurelius Valerius, exécuté par Constantin Ier après sa défaite.

### Maître de Rome
Après le 25 juillet 306, lorsque Constantin se fait proclamer empereur par les soldats de son père Constance, Maxence fait de même, en s'appuyant sur le mécontentement de Rome et du Sénat, dont l'importance a décliné au profit de capitales provinciales (Trèves, Milan, Nicomédie, Antioche). Il se donne les titres de Prince invincible et d'Auguste. Son pouvoir s'étend sur l'ensemble de l'Italie et sur les provinces africaines qui assurent le ravitaillement de Rome en blé et en huile. Il présente sa politique comme une réhabilitation de la ville de Rome, point de départ de la construction d'un vaste État, l'Empire romain, et siège privilégié des dieux qui avaient soutenu ses conquêtes. Les monnaies qui furent émises sous son autorité, essentiellement dans les ateliers monétaires de Rome et d'Ostie, comportent des illustrations inspirées par les grandes légendes de la fondation de Rome et de ses premiers temps : la Louve allaitant Romulus et Rémus, le dieu Mars, à la fois dieu de la guerre et père de ces jumeaux divins. Par des constructions grandioses il remodèle aussi le paysage urbain. Il en reste un grand édifice, appelé basilique de Maxence, qui sera parachevé par Constantin Ier après 312.

### La défense du pouvoir
Il parvient pendant longtemps à se dégager des menaces que faisaient peser sur son pouvoir les héritiers de Dioclétien, notamment Galère. Il fait revenir aux affaires son père, Maximien Hercule et il noue des relations d'alliance avec Constantin, qui éprouve aussi le besoin d'affermir son pouvoir. En 307, cette entente est scellée par le mariage de Fausta, sa propre sœur, avec ce dernier, qui contrôle les provinces occidentales de l'Empire. Il peut ainsi à deux reprises repousser les armées de ses adversaires qui avaient pénétré en Italie.
Néanmoins, peu à peu, sa position s'affaiblit, et son isolement politique s'accroît. Se brouillant avec son père, Maximien Hercule, en 308, il doit aussi faire face à la sécession des provinces africaines, entraînées par Domitius Alexander dans la révolte puis dans l'alliance avec Constantin Ier, maître depuis Trèves des provinces occidentales, et qui était peu à peu devenu un adversaire. L'effort de reconquête est nécessaire tant le ravitaillement de Rome est remis en cause. La mort de son fils, Valérius Romulus, le prive aussi des moyens d'assurer une continuité politique. Celle de Galère, en 311, lui offre un répit, car est éliminé son plus féroce adversaire, et s'ouvre dans la partie orientale de l'Empire une compétition entre ses héritiers politiques, Licinius et Maximin II Daïa. Mais à l'automne 312 Constantin, qui désormais dispose en Occident de marges de manœuvres plus importantes que par le passé, engage une campagne militaire audacieuse pour éliminer ce proche rival. Il s'empare de l'ensemble de l'Italie du Nord, puis s'avance vers Rome. À proximité de la capitale, ses troupes, auxquelles il a fait adopter, comme signe protecteur, un symbole chrétien (le chrisme constantinien), l'emportent sur celles de Maxence, qui périt dans la fuite en franchissant le Tibre au pont Milvius.

## L'œuvre politique

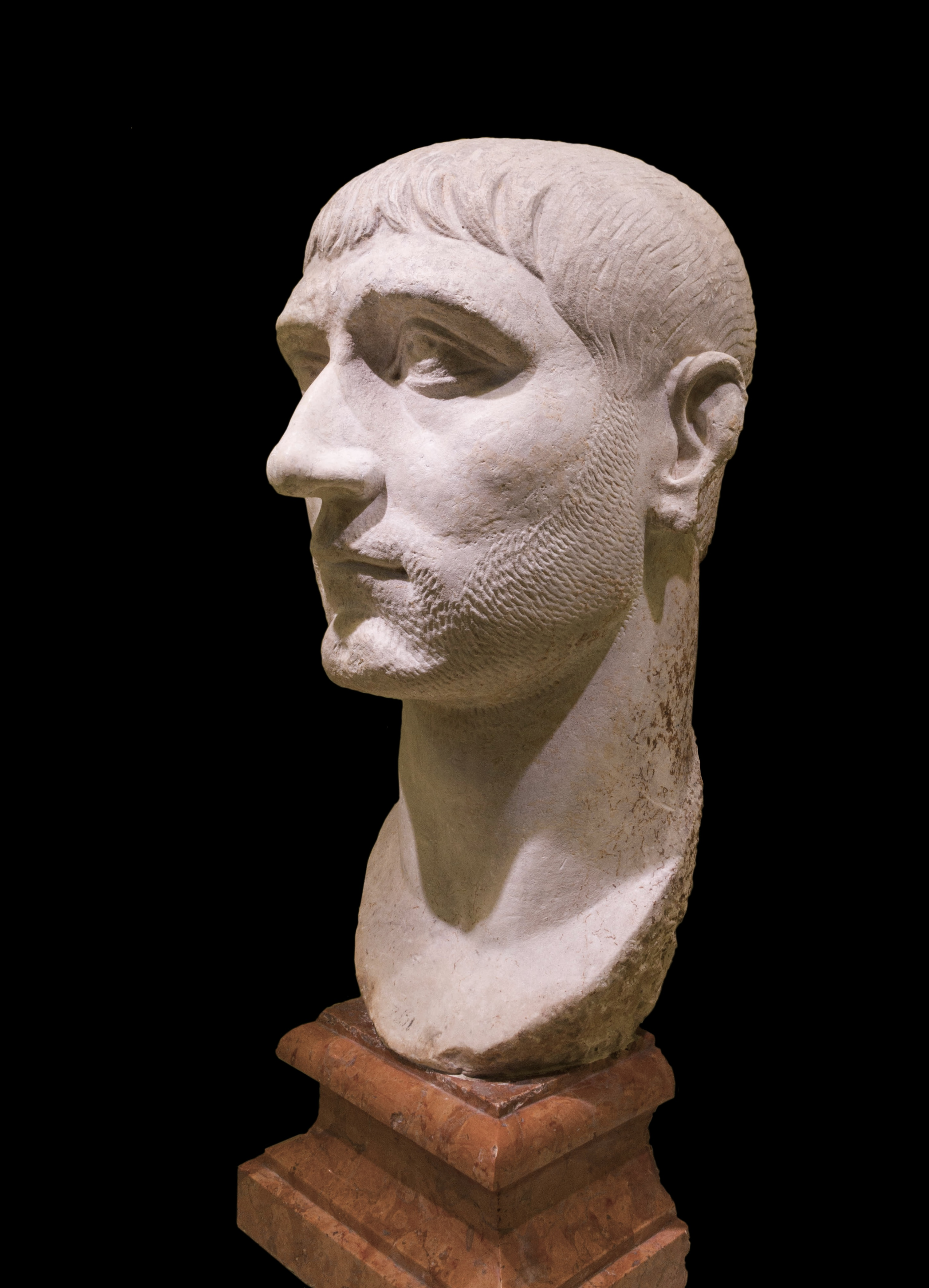
Buste de Maxence, Dresde, Skulpturensammlung.

Prince vaincu, Maxence est accablé par les auteurs antiques. Les contemporains, laudateurs du vainqueur Constantin Ier, noircissent volontairement sa mémoire, le présentant comme un tyran cruel et lâche, un « faux Romulus », ennemi de Rome, la Ville qu'il prétend refonder et dans laquelle il a multiplié les constructions,. La réalité est bien plus nuancée. Le souci de s'appuyer sur les traditions historiques et religieuses les plus anciennes, enracinées dans divers lieux de Rome, le conduit à redonner de l'importance à l'aristocratie romaine, qui domine le Sénat. L'importance du christianisme, à Rome, en Italie et dans les provinces africaines, le conduit à interrompre la persécution des chrétiens, engagée par Dioclétien, et poursuivie par Galère avant qu'il ne soit contraint lui-même à promulguer un édit de tolérance en 311. Mais les thèmes de son monnayage et les témoignages de son action de rénovation urbaine sont significatifs. Pour définir sa légitimité et pour justifier son action il exploita toutes les possibilités que lui offrait le cadre dans lequel son pouvoir était apparu puis s'était développé : la Ville de Rome, avec ses légendes et ses traditions. Il devait donc tenter de lui restituer sa grandeur et son influence au moment où, depuis plus d'un demi-siècle, sa position dominante était affaiblie par la nécessité pour les princes de se tenir aux frontières menacées de l'Empire romain.

## Noms successifs
- Nom de naissance : Marcus Aurelius Valerius Maxentius.
- 306, se proclame empereur : Imperator Cæsar Marcus Aurelius Valerius Maxentius Pius Felix Invictus Augustus.